# Devarayanapalya, Kunigal
Devarayanapalya là một làng thuộc tehsil Kunigal, huyện Tumkur, bang Karnataka, Ấn Độ.